# NOVA (nutrition)
Pour les articles homonymes, voir Nova (homonymie).

Logo des aliments peu ou non transformés.

La classification NOVA est une répartition des aliments en quatre groupes en fonction du degré de transformation des matières dont ils sont constitués :
1. Aliments peu ou non transformés ;
2. Ingrédients culinaires ;
3. Aliments transformés ;
4. Aliments ultratransformés.

Les professeurs Carlos A. Monteiro, Geoffrey Cannon, Renata Levy, Jean-Claude Moubarac, Patricia Jaime, Ana Paula Martins, Daniela Canella, Maria Louzada et Diana Parra (Université de São Paulo) l'ont présenté une première fois en 2009 et mis à jour en 2016.

## Contexte
Depuis la fin des années 1980, on observe une motivation de la part du système alimentaire mondial pour l'augmentation constante de la production de denrées alimentaires, à la demande des consommateurs, eux-mêmes motivés par les grandes marques, qui ont lancé de nombreuses campagnes marketing incitant à manger en plus grande quantité des produits ultra-transformés, qui font partie des plus rentables économiquement parlant.
Compte tenu de ces menaces pour la santé et l'environnement que représentaient certains modes d'alimentation, l'ONU lance la « Décennie de la nutrition », qui a commencé en 2016 et qui s'achèvera en 2025. Afin de gérer au mieux la situation, et d'honorer cette initiative, il apparaît nécessaire de créer un outil afin d'évaluer quels aliments présentent des risques et lesquels, au contraire, sont bénéfiques pour la santé.
C'est pour cela que fut créée la classification NOVA, qui est aujourd'hui reconnue à l’international comme un outil légitime, et cela par des organismes tels que l’Organisation mondiale de la santé (OMS), l’Organisation des Nations unies pour l'alimentation et l'agriculture (FAO), ou encore le Guide alimentaire brésilien.

### Historique
La transformation alimentaire, si elle a toujours été présente dans notre alimentation, et a accompagné le développement de l'industrie agroalimentaire, est devenu un enjeu de plus en plus important au cours des dernières décennies.
Nos ancêtres déjà opéraient des processus de transformation puisqu'ils cuisaient leurs aliments dans le but d'améliorer leurs qualités gustatives et d'en éliminer les microbes et les bactéries. Très vite, le séchage, et le fumage, procédés de conservation de la viande, font leur apparition. Peu coûteuses, ces techniques sont toujours d'actualité dans certains pays.
Puis, les habitudes alimentaires changeant au gré des évolutions de la société, toutes ces techniques ancestrales laissent place au fur et à mesure des évolutions techniques et de l'industrialisation, à des méthodes plus actuelles, qui, même si elles s'avèrent plus efficaces et plus pratiques, entraînent des problématiques incontournables de malnutrition, de gaspillage alimentaire dû à une surproduction, et inévitablement, des maladies chroniques liées à cette mauvaise nutrition.
Ce n'est que récemment, au cours des dernières décennies, qu'on étudie plus en profondeur les causes de ce problème sanitaire. En s’apercevant que certaines maladies telles que le diabète de type 2 ou encore l'obésité, semblaient être les conséquences de régimes alimentaires centrés en grande partie autour d'aliments ultratransformés et industrialisés, des chercheurs épidémiologistes brésiliens ont décidé d'établir un classement des aliments en tenant compte de l'étendue de leur transformation industrielle, plutôt que de leurs simples propriétés nutritives.
Pour mettre en place ce classement, des chercheurs de l'université de São Paulo ont mené une étude approfondie sur la vente de produits ultra-transformés dans 13 pays, entre 2000 et 2013. C'est comme cela qu'est née la classification NOVA, aujourd'hui reconnue par les chercheurs et décideurs politiques.
Actuellement, la classification NOVA sert de base aux recommandations du guide national brésilien pour l'alimentation et la nutrition. Elle est également une aide précieuse pour la recherche sur la corrélation entre la santé et la nutrition dans de nombreux pays,.

### But
Si elle ne tient pas compte de la composition des produits en nutriments, cette classification a été créée pour amorcer une prise de conscience vis-à-vis des risques possibles pour notre organisme, mais également pour l’environnement, quant à la transformation excessive des produits alimentaires.

## Principe

### Groupe 1: aliments peu ou non transformés

Aliments peu ou non transformés

On y retrouve toutes les parties comestibles des animaux et végétaux ainsi que des champignons, des algues et l'eau. Ces aliments peuvent être soumis à un ou plusieurs traitements dans le but de prolonger la durée de vie ou de diversifier la préparation des aliments (grillage de graines de café, fermentation du lait pour les yaourts...) mais qui ne modifient pas intrinsèquement les propriétés nutritionnelles des aliments.
Par exemple, les viandes et poissons frais, les fruits de mer, les œufs, le lait pasteurisé, les yaourts nature, le café, les épices, les fruits frais, pressés, réfrigérés, congelées, séchés, les céréales, champignons, légumes, tubercules, noix et graines sont des aliments du groupe 1.

### Groupe 2: ingrédients culinaires

Ingrédients culinaires

Ces produits sont obtenus grâce à diverses transformations physiques et chimiques (pressage, raffinage, meulage...) des aliments du groupe 1. Ils ne sont que rarement consommés en l'absence d'aliments du groupe 1. Ils servent en effet à préparer, assaisonner et cuire les aliments du groupe 1 afin d'élaborer des plats tels que la soupe, la salade, le bouillon... Ils ont des propriétés et usages nutritionnels très différents de ceux du groupe 1.
On retrouve dans le second groupe : le sucre, les huiles végétales, les beurres et graisses animales, le lard, les soupes, le vinaigre, le lait de noix de coco, la fécule de maïs, les amidons, le sirop d'érable et le miel.
Les éléments de ce groupe sont susceptibles de contenir des additifs dans le but de conserver les propriétés de l'aliment de base.

### Groupe 3: aliments transformés

Aliments transformés

Ce sont des aliments constitués d'un ou deux ingrédients, qui ont subi des transformations assez simples, et qui sont fabriqués à partir d'un aliment du groupe 1 auquel on a ajouté du sucre, du sel, de l'huile, ou encore du vinaigre, c'est-à-dire un aliment du groupe 2, dans l'objectif de leur conférer une durée de vie plus longue, d'améliorer ou de modifier leur goût, et également d'augmenter leur résistance aux microbes.
Les boissons alcoolisées telles que le cidre ou le vin, qui sont réalisées à partir de la fermentation d'aliments du premier groupe, font partie du groupe 3.

### Groupe 4:aliments ultratransformés

Aliments ultra-transformés

Les aliments du groupe 4 sont, quant à eux, réalisés généralement à partir de 5 ingrédients ou plus, dans le cadre d'une transformation industrielle complexe. Ils sont recombinés ou reconstitués à partir de divers ingrédients isolés.
Ces aliments ont pour caractéristiques d'être peu coûteux, faciles à consommer, appétissants, mais surtout la plupart du temps riches en sucres, en sel et en matières grasses ajoutés.
Ils sont les cibles d'un marketing recherché, ont des packaging ainsi que des campagnes de publicité travaillées afin de les rendre le plus attrayant possible (y compris, souvent, pour les enfants), et sont, en général, mis sur le marché par de grandes marques multinationales.
Ils sont, le plus souvent, constitués de substances industrielles n'ayant pas d'équivalent domestique (caséine, lactosérum, huiles hydrogénées...) et contiennent en général des additifs, afin notamment d'améliorer le goût des aliments (ce qui peut les rendre addictifs) et de camoufler les saveurs indésirables des produits finaux incorporés tels que les colorants, les émulsifiants, ou encore les édulcorants.
Les sodas, les snacks, le chocolat, les pâtisseries, les biscuits, les barres énergétiques, certains plats préparés, les pâtes à tartiner, les confiseries sont quelques exemples d'aliments ultra-transformés. On peut y ajouter certains produits complexes et texturés  à base de protéines végétales (certains fromages, viandes artificielles ou faux poisson) ou certains substituts végétaux complexes de produits laitiers à base de protéines végétales.

## Processus de transformation des aliments
Pour le groupe 1 des aliments peu ou pas transformés, les différents processus de transformation peuvent se traduire par des procédés plus ou moins complexes, qui sont les suivants : 
- Nettoyage et élimination des fractions non comestibles, lavage, filtrage, vannage, tamisage, épluchage, dépeçage, découpage, désossage, mise en portions, mise en bouteille ou récipient, râpage, décorticage, broyage, séchage, réfrigération, congélation, pasteurisation, stérilisation, cuisson à l'eau bouillante, réduction de matières grasses et écrémage, emballage simple (sous vide ou en présence de gaz), pressage, maltage (addition d’eau) et fermentation (addition de micro-organismes vivants) sans production d’alcool[11].

Pour obtenir les produits du groupe 2, il est nécessaire d'utiliser d'autres procédés, capables de transformer les aliments de base, tels que : 
- Raffinage, broyage, pressage, moutures, mise en poudre, hydrolyse.

Les aliments transformés incluent des méthodes de transformations permettant la cuisson ou la conservation tels que : 
- Cuisson (autre qu'à l'eau bouillante), fermentations (alcooliques, pains et fromages), mise en conserve, en bouteille ou en bocal, ainsi que d'autres méthodes de conservation comme le salage, le fumage ou l’épissage.

Pour finir, les aliments du groupe 4 sont ceux qui utilisent les procédés de transformations les plus complexes : 
- Recombinaison, reconstitution et formulation à partir d’ingrédients : notamment ceux du groupe 2 (huiles et matières grasses, farines, amidons et sucres), ajout en grand nombre de stabilisants, solvants, liants, conservateurs, épaississants, émulsifiants, édulcorants, exhausteurs de goût, colorants et autres additifs (agents technologiques), ajout d’eau et/ou d’air pour augmenter le volume, ajout de micronutriments, hydrogénation, hydrolyse, prétraitements par friture ou cuisson.

## Réglementation
Les additifs alimentaires, largement utilisés dans le quatrième groupe de la classification NOVA, sont soumis à une procédure d'autorisation uniforme au niveau européen. Elle concerne également les enzymes et les arômes alimentaires.

### Législation en vigueur
Depuis juin 2013, l’Union européenne a mis en place une nouvelle législation qui vise à rendre plus transparente et plus sûre, l’utilisation des additifs dans l’alimentation.
Cela se traduit par la création de 2 listes qui facilitent l’identification des additifs autorisés. Elles permettent à la fois aux consommateurs de pouvoir repérer facilement les substances en question mais également aux exploitants du secteur agro-alimentaire de se mettre à jour rapidement.
Cette nouvelle législation tournée vers la transparence s’enrichit en outre d’une catégorisation des additifs alimentaires et réglemente leur usage selon les types de denrées.
Enfin, la loi propose un programme de réévaluation de la sécurité relative aux composés de synthèse ainsi qu’un certain nombre de règles à respecter quant à l’usage des additifs, notamment des dosages à ne pas dépasser et un degré de pureté à obtenir.  

### Processus d’autorisation
Il est composé de deux étapes principales : une phase d’évaluation scientifique puis une phase de prise de décision.
La procédure dans son ensemble se décompose comme suit : 
- Soumission d’un dossier d'évaluation
- Phase d’évaluation par l’Autorité européenne de sécurité des aliments (EFSA)
- Décision conjointe sur avis du Comité permanent des végétaux, des animaux, des denrées alimentaires et des aliments pour animaux de la Commission européenne, du Conseil et du Parlement européen.
- Publication au Journal officiel de l'Union européenne (JOUE) d’un règlement d’autorisation qui met à jour la liste des additifs autorisés et qui précise les modalités d’utilisation.

### Obligation d'étiquetage
Les additifs sont soumis à une obligation d'étiquetage pour les denrées alimentaires.
Ils sont identifiés dans la liste des ingrédients par un code fixé au niveau européen. Ce code commence par un « E » et est suivi d’un numéro qui précise sa catégorie et son identité spécifique.
Les catégories sont les suivantes : 
- E100 : colorants
- E200 : conservateurs
- E300 : agents anti-oxygène
- E400 : agents de textures

### Caractère de transformation
Le règlement européen dispose qu’une denrée alimentaire est qualifiée de « non transformée » si elle n’a subi aucun traitement entraînant une modification sensible de l’état initial de l’aliment.

## Limites
Toutefois, malgré les nouvelles informations que donne la classification NOVA, elle ne reste qu’un élément de jugement qui ne peut caractériser complètement un produit alimentaire.
Tout d’abord, dans son classement de transformation des aliments, elle ne tient pas compte de la différence entre les aliments transformés faits maison et ceux industriels, ce qui en soi ne constitue pas une différence en termes de nutrition. Elle ne prend pas non plus en compte la préparation alimentaire dans les restaurants[pas clair].
Les aliments sont classés seulement tels que consommés, c'est-à-dire qu'elle ne prend pas non plus en compte les valeurs nutritionnelles des aliments, seulement leur degré de transformation.
Le miel, classé NOVA2, est considéré par certains nutritionnistes comme faisant plutôt partie de NOVA1.
Il existe d'autres classifications, par exemple :  
- Classification SIGA : les usages et procédés d’obtention des ingrédients ont été définis par un comité d’experts technologues et chercheurs en alimentation (organismes à expliciter). Ce modèle complète la classification NOVA et propose 8 groupes[22] qui apportent plus de nuances aux 4 groupes initiaux, mais surtout plus de complexité pour l’utilisateur.
- Classification Nutri-score : ce logo informe sur la qualité nutritionnelle d'un produit. Il est basé sur une échelle de couleurs et des lettres allant de A à E et se calcule pour 4 catégories de produits alimentaires.